# Alba (kommunhuvudort i Spanien, Aragonien)
Alba är en kommunhuvudort i Spanien.   Den ligger i provinsen Provincia de Teruel och regionen Aragonien, i den centrala delen av landet, 200 km öster om huvudstaden Madrid. Alba ligger 982 meter över havet och antalet invånare är 249.
Terrängen runt Alba är kuperad västerut, men österut är den platt. Runt Alba är det glesbefolkat, med 13 invånare per kvadratkilometer. Närmaste större samhälle är Santa Eulalia, 6,3 km söder om Alba. Trakten runt Alba består till största delen av jordbruksmark.